# Pena de morte no Uruguai

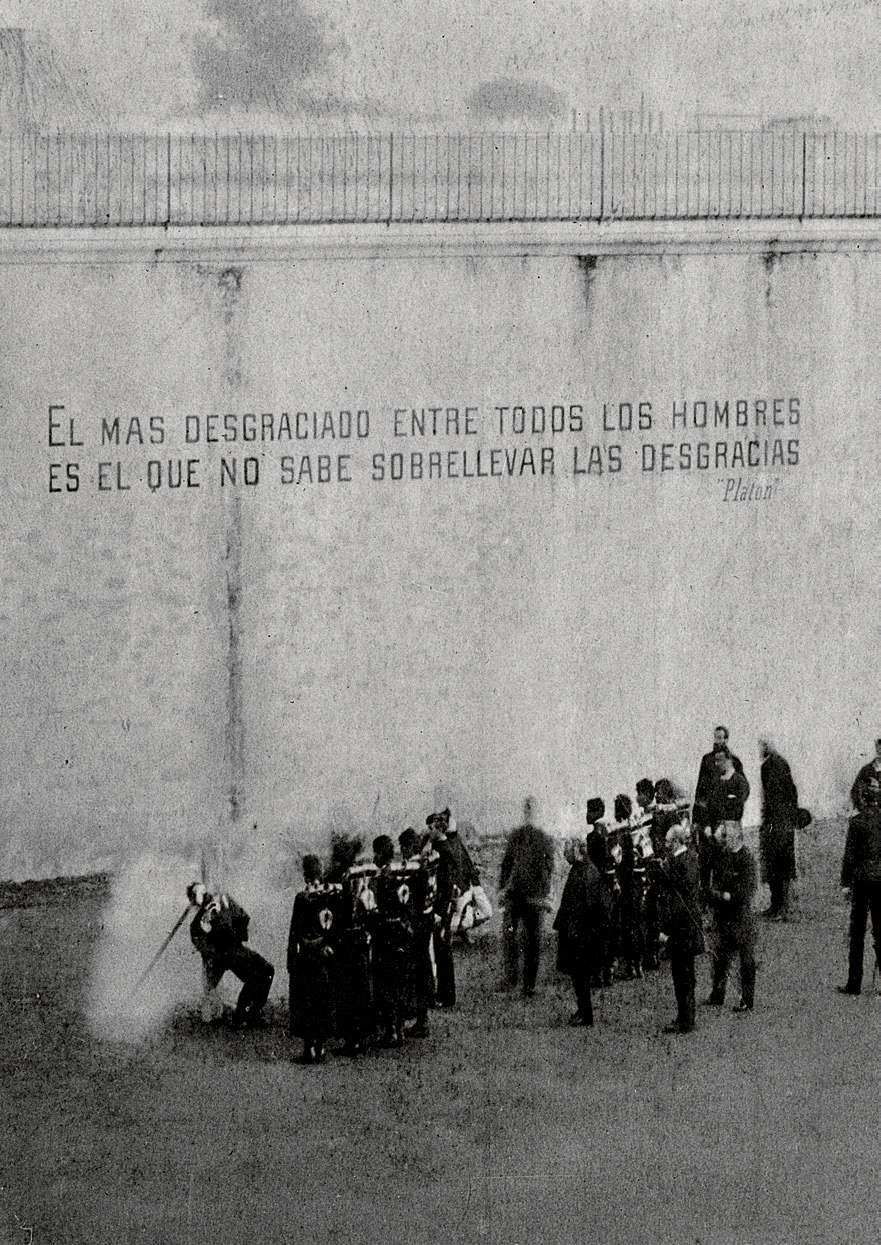
Esta foto mostra o tempo de execução dos criminosos Facundo Luna e Carlos Bejarano na Cadeia Preventiva, Prisão Correcional e Penitenciária de Montevidéu em 1892, mais tarde denominada Prisão de Miguelete. As execuções foram realizadas na presença de público presente e de presos no pátio da prisão. Na parede, pode-se ver uma citação de Platão: "O mais infeliz entre todos os homens é aquele que não sabe suportar infortúnios".

A pena de morte no Uruguai foi abolida de seu sistema legal em 1907 pela Lei nº 3238, aprovada durante o governo do presidente Claudio Williman e posteriormente removida do sistema constitucional em 1918. Foi estabelecido pela Constituição uruguaia de 1830. 

## História

### Período colonial
A pena de morte foi aplicada desde a época da colonização espanhola no atual território do Uruguai. O método usual de execução era a forca e o fuzilamento em caso de crimes militares ou políticos.
Logo após o início de seu mandato como governador de Montevidéu, Agustín de la Rosa, em 1764, teve a iniciativa de aumentar a forca na atual praça conhecida como "Constituição" para "fortalecer a paz da população e assustar os inquietos". Ocasionalmente, especialmente quando se tratava de pessoas brancas, a pena de morte era executada com o dispositivo conhecido como "garrote". 

### Constituição de 1830
Na primeira constituição do recém-nascido estado uruguaio, a pena de morte é mencionada implicitamente em seus artigos 26 e 84, que regulamenta os poderes da Câmara de Representantes e o perdão presidencial.

### Abolição
A pena de morte foi abolida pela Lei nº 3238, de 23 de setembro de 1907, durante o governo de Claudio Williman. 
Esta lei era inconstitucional no momento de sua promulgação, desde que a Constituição de 1830, então em vigor, fez referências explícitas à pena de morte em seus artigos 26 e 84. Mas também vale notar que esta Constituição não forneceu nenhum sistema que permitisse anular leis que se opunham aos seus termos, como existe hoje na Constituição atual. 
A última execução foi realizada no departamento de Maldonado em 29 de setembro de 1902. 
Esta lei foi aprovada após duros debates entre abolicionistas e anti-abolicionistas, que foram particularmente ardosos com relação à supressão da pena de morte por crimes militares.
Em 1918, a abolição tornou-se constitucional ao ser incluída na nova Magna Carta que entrou em vigor naquele ano.
Todas as constituições subsequentes mantiveram essa proibição. Pode ser encontrado na Constituição atual (1967) no artigo 26.